# Duganella sacchari

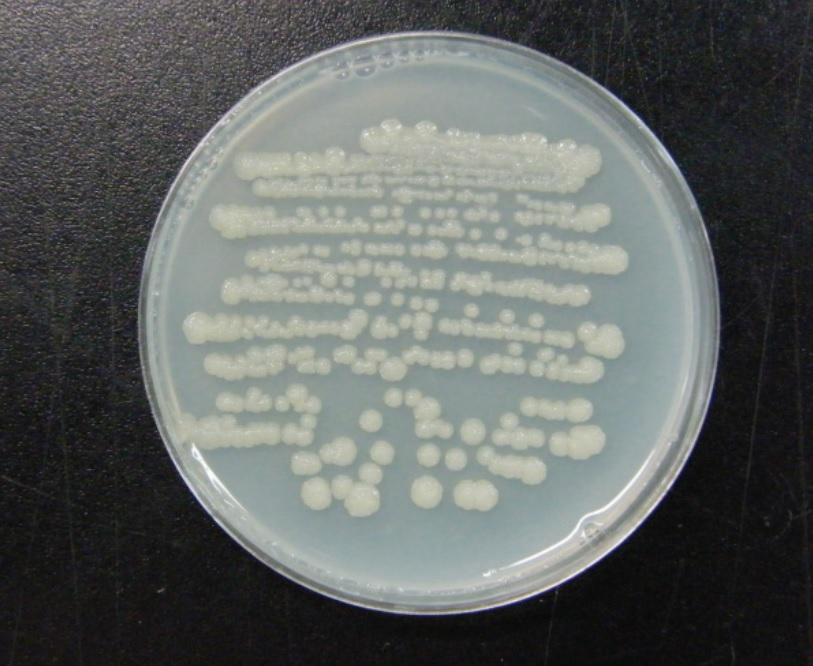
Duganella sacchari en agar R2A.

Duganella sacchari es una bacteria gramnegativa del género Duganella. Fue descrita en el año 2013. Su etimología hace referencia a azúcar. Es aerobia y móvil. Tiene un tamaño de 0,31-0,46 μm de ancho por 1,2-1,7 μm de largo. Forma colonias secas, viscosas, blancas y convexas en agar AMS y R2A. Temperatura de crecimiento entre 20-37 °C, óptima de 28 °C. Catalasa y oxidasa positivas. Es resistente a ampicilina, bacitracina, panicilina, polimixina, cloranfenicol, vancomicina y cefalosporina. Sensible a estreptomicina, tetraciclina, gentamicina, kanamicina, ácido nalidíxico, cefotaxima, cefalosporina, deoxiciclina, eritromicina, rifampicina, novobiocina y trimetoprim. Tiene un contenido de G+C de 56,4%. Se ha aislado de la rizosfera de la caña de azúcar (Saccharum officinarum) en la India. 